# Чо Хьон У
Чо Хьон У (кор. 조현우, нар. 25 вересня 1991, Сеул) — південнокорейський футболіст, воротар клубу «Тегу» та національної збірної Південної Кореї.

## Клубна кар'єра
Народився 25 вересня 1991 року в місті Сеул. Займався футболом в Університеті Сонмун.
У дорослому футболі дебютував 2013 року виступами за команду «Тегу», кольори якої захищає й донині. 2017 року був визнаний найкращим воротарем сезону у К-лізі.

## Виступи за збірну
2017 року дебютував в офіційних матчах у складі національної збірної Південної Кореї. Того ж року виграв з командою Кубок Східної Азії.
Наступного року у складі збірної був учасником чемпіонату світу 2018 року у Росії.

## Титули і досягнення
- Володар Кубка Південної Кореї (1):

«Тегу»: 2018
- Чемпіон Східної Азії (2):

Південна Корея: 2017, 2019
- Переможець Азійських ігор: 2018

| Дата       | Місто   | Господарі      | Результат | Гості          | Турнір             | Голи | Примітки |
| ---------- | ------- | -------------- | --------- | -------------- | ------------------ | ---- | -------- |
| 14-11-2017 | Ульсан  | Південна Корея | 1 – 1     | Сербія         | товариський матч   | -1   |          |
| 12-12-2017 | Тьофу   | Північна Корея | 0 – 1     | Південна Корея | Кубок Східної Азії | -    |          |
| 16-12-2017 | Тьофу   | Японія         | 1 – 4     | Південна Корея | Кубок Східної Азії | -1   |          |
| 27-01-2018 | Анталья | Південна Корея | 1 – 0     | Молдова        | товариський матч   | -    |          |
| 28-05-2018 | Тегу    | Південна Корея | 2 – 0     | Гондурас       | товариський матч   | -    |          |
| Усього     |         | Матчів         | 5         |                | Голів              | -2   |          |